# Lieven Spyckerelle
Lieven Spyckerelle (Roeselare, 19 januari 1922 – Roeselare, 23 mei 2005) was een Belgische arts, maar is vooral bekend als medestichter en voorzitter van de Orde van 't Manneke uit de Mane.

## Biografie
Lieven Spyckerelle was beroepshalve arts. Hij was als internist tewerkgesteld in het Stedelijk Ziekenhuis van Roeselare. Hij werd vooral bekend om zijn engagementen op sociaal en cultureel vlak. Hij was een bibliofiel en enorm geïnteresseerd in de volkskunde. In 1963 was hij met Willem Denys en Karel M. De Lille de medestichter van de Orde van 't Manneke uit de Mane, een genootschap dat verdienstelijke West-Vlamingen verenigt. De orde werd opgericht nadat de stichters de oude volksalmanak 't Manneke uit de Mane nieuw leven hadden ingeblazen. Deze oude volksalmanak was in 1930 voor het laatste verschenen. Spyckerelle was als stichtend lid actief in het bestuur en was lange tijd voorzitter.
Spyckerelle was ook geïnteresseerd in genealogie. Samen met de latere gouverneur Leo Vanackere richtte hij Vlaamse Stam op, een blad inzake genealogie. In 1980 was hij samen met Lieve Denys een van de medeoprichters van de Roeselaarse afdeling van de Vlaamse Vereniging voor Familiekunde (V.V.F.). Hij werd meteen erevoorzitter wat hij tot zijn overlijden zou blijven. In 1982 was hij stichtend lid van het sociale genootschap ‘De Maten van Peegie’ in Roeselare. Hij was lid van het bestuur (berek genaamd) en bleef dit eveneens tot zijn overlijden in 2005.
In de jaren 1980 liet hij zijn eigendom op de Grote Markt slopen en bouwde er twee nieuwe woningen met een gevel in de oude Vlaams-regionale bouwstijl zoals er veel dergelijke gevels op de Grote Markt waren.
- International Standard Name Identifier: 0000 0003 9008 1061
- Nederlandse Thesaurus van Auteursnamen: 075214148
- Virtual International Authority File: 283604081